# یوکی اوکوبو
یوکی اوکوبو (ژاپنی: 大久保 裕樹؛ زادهٔ ۱۷ آوریل ۱۹۸۴) یک بازیکن فوتبال اهل ژاپن است.
از باشگاه‌هایی که در آن بازی کرده‌است می‌توان به باشگاه فوتبال سانفریس هیروشیما، باشگاه فوتبال کیوتو سانگا، باشگاه فوتبال توچیگی، باشگاه فوتبال توکوشیما ورتیس، باشگاه فوتبال ماتسوموتو یاماگا و باشگاه فوتبال جف یونایتد چیبا اشاره کرد.